# فريدريش كريستيان باومايستر
فريدريش كريستيان باومايستر (بالألمانية: Friedrich Christian Baumeister)‏ (و. 1709 – 1785 م) هو كاتب، وفيلسوف، وأستاذ جامعي ألماني، توفي في غورليتس، عن عمر يناهز 76 عاماً.